# Mr. Jingles
Mr. Jingles es una película de terror estadounidense de 2006 dirigida por Tommy Brunswick y escrita por Todd Brunswick. Fue seguido por un reboot en 2009 titulado Jingles the Clown. Mr. Jingles era un hombre común y corriente al que arrestan por un crimen que no cometió y lo encierran en la cárcel durante años, y cuando lo dejan libre empieza su sangrienta venganza contra los que le encerraron.

## Argumento
La joven Angie Randall presencia cómo un payaso llamado Mr. Jingles asesina a sus padres, antes de que él sea disparado por los Oficiales Baines y Guiness. Antes de morir, Jingles le dice a Angie, "Volveré por ti!". Angie, traumatizada, es internada hasta que ella es una adolescente, y en ese momento ella queda al cuidado de su tía Helen Jameson y sus primos Dylan y Heidi.

## Reparto
- Karen Turner como Sra. Randall
- Dave Cunningham como James Randall.
- Rudy Hatfield como David R. Ness/Mr. Jingles
- Kelli Jensen como Angie Randall.
- Chris Peters como Bill Guiness.
- Tom Reeser como Mayor Baines.
- Jon Manthei como Doctor Rudolph/Cop 1.
- Nicole Majdali como Helen Jameson.
- Chrissy Reeser como Asistente del alcalde.
- Doug Kolbicz como Chris.
- Nathanial Ketchum como Dylan Jameson.
- Heather Doba como Melanie Guiness.
- Brian Zoner como Curtis.
- Jessica Hall como Heidi Jameson.